# 第2竜騎兵連隊 (フランス軍)
第2竜騎兵連隊（だい2りゅうきへいれんたい、フランス語: 2e régiment de dragons - nucléaire, biologique et chimique：2e RD-NBC）は、メーヌ＝エ＝ロワール県フォントヴロー＝ラベに駐屯する、工兵旅団隷下のフランス陸軍のNBC防護連隊である。2010年に工兵旅団は解隊されており、現在は第3機甲師団の隷下にある。   
兵種は機甲、伝統的区分は騎兵である。

## 沿革
- 1556年：コンデ家騎兵中隊が創設される。
- 1635年：オングリャン竜騎兵連隊に改名。
- 1646年：コンデ騎兵隊となる。
- 1776年：コンデ竜騎兵隊に改名。
- 1791年：第2竜騎兵連隊となる。
- 1792年：ヴァルミーの戦いに参加。
- 1805年：アウステルリッツの戦い、ウルムの戦いに参加。
- 1806年：イエナ・アウエルシュタットの戦いに参加。
- 1807年：アイラウの戦い、フリートラントの戦いに参加。
- 1809年：ヴァグラムの戦いに参加。
- 1815年：ワーテルローの戦いに参加、Doubs竜騎兵連隊となる。
- 1830年：第2竜騎兵大隊となる。
- 1914年：第1次世界大戦に参加、各地を転戦する。
- 1939年：第2竜騎兵連隊として再編制される。
- 1940年：オーシュにて停戦をむかえる。
- 1957年：アルジェリア戦争に参加（～1962年まで）。
- 2005年：連隊は特殊武器防護と任務とし、独立工兵旅団の隷下に入る。

## 最新の部隊編成
- 連隊本部
- 本部管理中隊
- 管理支援中隊
- 第1中隊 - （対NBC）
- 第2中隊 - （対NBC）
- 第3中隊 - （対NBC）
- 第4中隊 - （予備役訓練）

### 連隊の定員
連隊は、約750名の将兵からなる。更に2008年には2個中隊の増設、約1000名まで増強される予定である。

## 主要装備
- GIAT BM92-G1
- FA-MAS
- AA-52（車載機銃）
- AAT-F1
- AA-52
- 12.7mm重機関銃
- スティンガー
- VAB
- VAL
- TRM 2000
- TRM 4000
- TRM 10000
- P4
- S3P個人防護装備
- ANP VP F1防護マスク
- XOM1050線量計